# Alvarsandbi
Alvarsandbi (Andrena alfkenella) är en art i insektsordningen steklar som tillhör överfamiljen bin och familjen grävbin.

## Beskrivning
Arten är ett litet bi med en längd av 6 till 7 mm. Färgen är huvudsakligen svart, men tergiterna har vita fransar på sidornas bakkanter, som på de bakre tergiterna växt ihop till hela band. Arten är svårbestämd: Honan kan skiljas från andra arter i undersläktet (Micrandrena) genom smärre detaljer i tergiternas struktur och vissa detaljer på ansiktet; hanen är omöjlig att skilja från andra hanar i undersläktet med mindre än att könsdelarna dissekteras fram.

## Ekologi
Habitatet är mycket växlande, men på kontinenten förefaller alvarsandbiet ha en förkärlek för måttligt fuktiga sådana, som ängar och gräsmattor. I Sverige förekommer arten på sandiga torrängar och alvarmarker med rik förekomst av blommande växter. 
Honan tycks föredra olika flockblommiga växter, i synnerhet vildmorot. Andra växtfamiljer arten besöker är korsblommiga växter, rosväxter, korgblommiga växter, strävbladiga växter, samt klockväxter.
Litet är i övrigt känt om artens vanor, men larvboet grävs troligtvis ut i ej för fuktig mark som exempelvis kalkgrus.

## Utbredning
Utbredningsområdet omfattar större delen av Europa samt österut till Kaukasus och Anatolien, söderut till Marocko i Nordafrika.
I Sverige har arten påträffats i Skåne, södra och sydöstra Småland, på Öland och Gotland i Mälarlandskapen samt sparsamt i Uppland. Den har dessutom funnits i Blekinge, men är lokalt utdöd där. Som det svenska namnet antyder, är artens huvudsakliga svenska utbredningsområde Öland. Generellt har arten emellertid gått tillbaka, främst på grund av att torrängarna har minskat, och är sedan 2005 rödlistad som nära hotad ("NT").
I Finland saknas arten helt.